# Sverigeflyg Holding
Sverigeflyg Holding AB is een Zweeds bedrijf dat mede-eigenaar is van zeven Zweedse regionale luchtvaartmaatschappijen: Blekingeflyg, Gotlandsflyg, Kalmarflyg, Kullaflyg, Sundsvallsflyg, Flysmaland en Flyjämtland. Iedere maatschappij is het eigendom van Sverigeflyg Holding in combinatie met plaatselijke ondernemers.
De ondernemers achter Sverigeflyg zijn Pigge Werkelin, Roger Albrecht en Michael Juniwik, allen uit Gotland.

## Geschiedenis
- 2001 - Gotlandsflyg begint te vliegen tussen Gotland en Stockholm. Routes: Visby-Stockholm/Bromma, Visby-Stockholm/Skavsta (Nyköping) en Visby-Ängelholm (alle routes worden het hele jaar bediend).
- 2003 - Kullaflyg begint met vluchten tussen Ängelholm en Stockholm/Bromma. Ook vliegen ze de routes Ängelholm-Visby ('s zomers) en Ängelholm-Mora/Sälen (winter en voorjaar). Er zijn plannen om Ängelholm-Oslo te vliegen.
- 2005 - Sundsvallsflyg gaat van start met de route Sundsvall/Midlanda - Stockholm/Bromma
- 2006 - Blekingeflyg neemt de route Ronneby - Stockholm/Bromma over van Stockholmsplanet. Blekingeflyg vloog eerder de routes Ronneby-Gdańsk (De route werd in 2008 opgeheven), Ronneby-Visby ('s zomers).
- 2007 - Kalmarflyg wordt opgericht. Route: Kalmar-Stockholm/Bromma.
- 2007 - Flysmaland wordt opgericht. Routes: Växjö-Luchthaven Stockholm-Bromma, Växjö-Mora/Sälen (winter en najaar), Växjö-Vilnius (opgeheven), Växjö-Berlijn/Tegel.
- 2009 - Flyjämtland gaat van start. Route: Åre Östersund - Stockholm/Bromma.

## Avitrans
Sverigeflyg is ook eigenaar van Avitrans Nordic AB, een Zweedse luchtvaartmaatschappij met een vloot van twaalf in Zweden gebouwde Saab 340 vliegtuigen, die de vluchten uitvoert voor de luchtvaartmaatschappijen Gotlandsflyg, Blekingeflyg, Kalmarflyg, Flysmaland, Norska Vildanden, zowel als voor de Finse maatschappij Wingo Air.